# Salomonöarna i olympiska sommarspelen 1992
Salomonöarna deltog i de olympiska sommarspelen 1992 med en trupp bestående av en deltagare, som inte erövrade någon medalj.